# Alice Boughton
Alice Boughton (Brooklyn, 14 de mayo de 1866 – Brookhaven, 21 de junio de 1943) fue una fotógrafa estadounidense de principios del siglo XX conocida por sus fotografías de muchas figuras literarias y teatrales de su tiempo. Fue miembro del movimiento Photo-Secession de Alfred Stieglitz, un círculo de fotógrafos cuyos esfuerzos artísticos lograron elevar la fotografía a una forma de bellas artes.

## Biografía
Boughton nació en Brooklyn, Nueva York, el 14 de mayo de 1866. Sus padres eran Frances Ayres y William H. Boughton, abogado de Nueva York. Estudió fotografía y se convirtió en una fotógrafa de retratos muy conocida en Nueva York a principios del siglo XX. Fuera de su producción artística, participó activamente en causas feministas y socialistas utilizando la fotografía como una forma de expresión personal.
Al estar activa en la escena feminista, fue un miembro destacado del movimiento conocido como Nueva Mujer. Las obras de arte hechas por mujeres se consideraban inferiores y para contribuir a superar ese estereotipo, se volvían "cada vez más vocales y seguras" en la promoción del trabajo de las mujeres, y así se convirtieron en parte de la imagen emergente de la "Mujer Nueva" educada, moderna y más libre. Artistas como Boughton entonces "jugaron papeles cruciales en la representación de la Mujer Nueva, tanto al dibujar imágenes del icono como ejemplificar este tipo emergente a través de sus propias vidas".
Desde, al menos, 1920 hasta su muerte, Boughton compartió su residencia con la artista y profesora de arte Ida C. Haskell (1861-1932). Se sabe que Haskell fue instructora en Pratt mientras Käsebier y Boughton estudiaban allí. Cuando Boughton viajó a Europa en 1926, Haskell, su pareja, la acompañó en el viaje.

## Carrera fotográfica

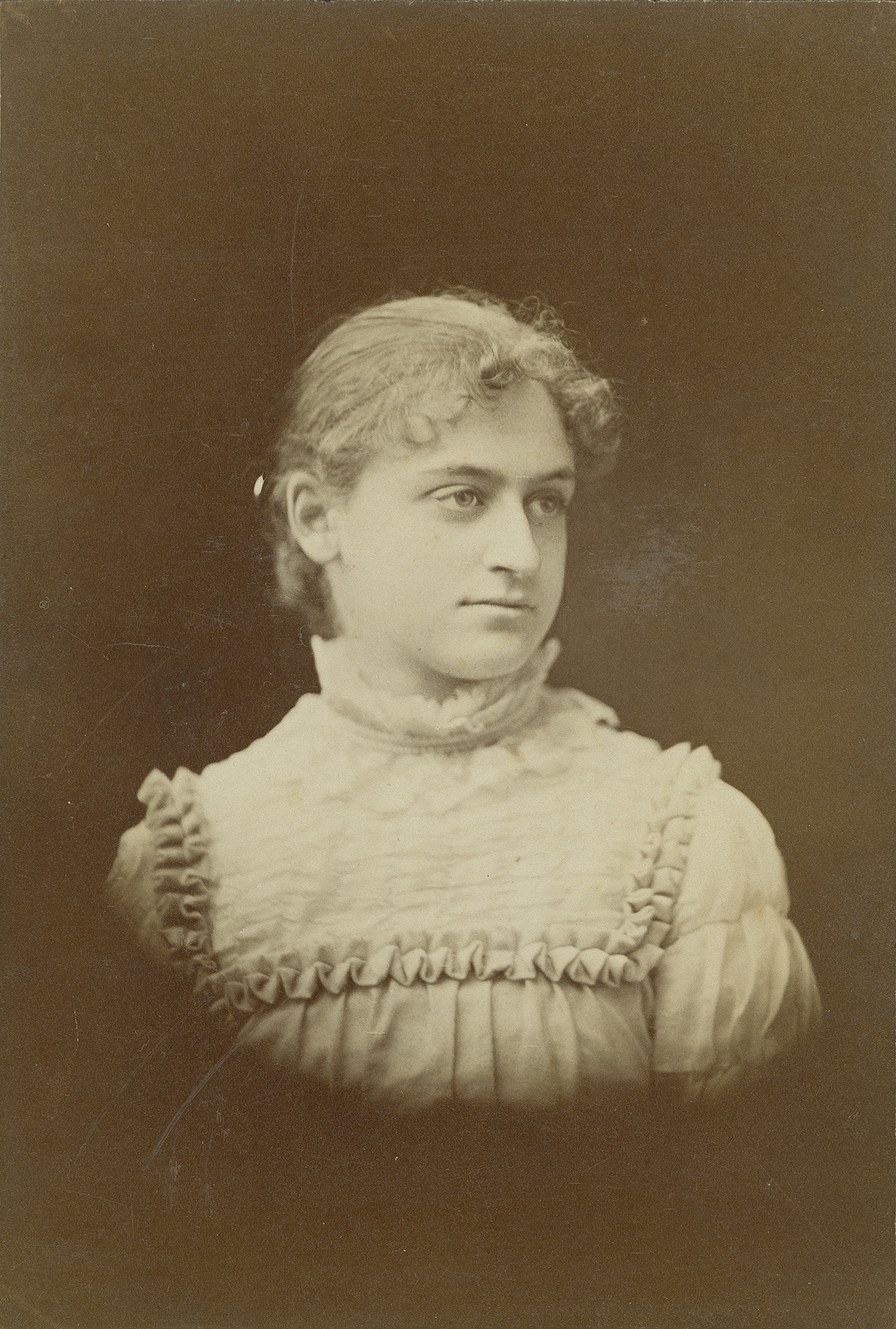
Alice Boughton, 1883, impresión a la albúmina de Sandford Bennett Duryea, Departamento de Colecciones de Imágenes, Biblioteca de la Galería Nacional de Arte, Washington D. C.

En la década de 1880, Boughton comenzó a estudiar arte y fotografía en el Instituto Pratt. Allí conoció a su compañera de estudios Gertrude Käsebier, con quien posteriormente estudió en París. Käsebier también la contrató como asistente en su estudio, probablemente al mismo tiempo que Boughton estudiaba en Pratt.
En 1890, abrió su propio estudio de retratos en la Calle 23 (Manhattan) en Nueva York, que mantuvo durante los siguientes cuarenta años. En 1904, envió una carta a William Butler Yeats que enumeraba la dirección de un estudio en la Avenida Madison, indicando que utilizaba más de un estudio durante breves períodos de tiempo.
Alrededor de 1901, Boughton estudió arte en Roma y fotografía en París, donde trabajó en el estudio de verano de Käsebier. Ganó una mención de honor por su trabajo en la Exposición Internacional de Bellas Artes y Decoración de Turín en 1902.
Aunque Boughton se convirtió en una de las fotógrafas de retratos más distinguidas de Nueva York en su época, también incursionó en otras áreas de la fotografía como paisajes y fotografía infantil. Hizo muchos paisajes en EE. UU. y en Europa, incluida de la famosa propiedad de Rockefeller Kykuit en Pocantico Hills, Nueva York. Produjo muchos estudios de niños, así como desnudos femeninos en escenarios alegóricos o naturales. Entre sus obras más famosas se encuentran los retratos de Eugene O'Neill, Albert Pinkham Ryder, George Arliss y Robert Louis Stevenson. Su retrato de Robert Louis Stevenson fue una inspiración para el retrato del escritor que hizo John Singer Sargent.

## Relación con Stieglitz

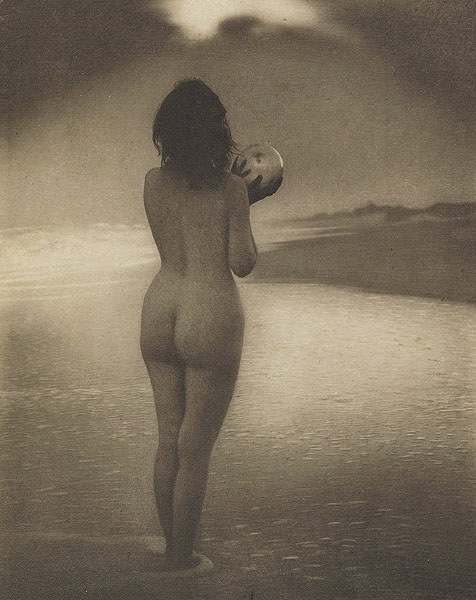
"Dawn", de Alice Boughton. El foto-grabado se publicó en Camera Work, 1909.

A medida que la carrera de fotografía de Boughton creció, llamó la atención de fotógrafos famosos en su campo, como Alfred Stieglitz. No se sabe cuándo conoció a Stieglitz, pero está claro que él conocía y admiraba su trabajo en 1902 cuando incluyó dos de sus trabajos en la exposición inaugural en sus Pequeñas Galerías de la Foto-Secesión en la ciudad de Nueva York. Esta relación continuó durante muchos años, ya que en 1906, Stieglitz nombró a Boughton como miembro de la Foto-Secesión. Los artistas de Foto-Secesión trabajaban para "separarse" de lo que pensaban que eran las principales corrientes artísticas de la época. Al año siguiente, Stieglitz le ofreció, junto con sus compañeros fotógrafos C. Yarnall Abbot y William B. Dyer, una exposición en las Little Galleries. En 1909 publicó seis de sus fotografías y un ensayo titulado “La fotografía, un medio de expresión” en la revista que él mismo publicaba Camera Work (n.° 26, abril de 1909).
Mientras Stieglitz promocionaba e incluía su trabajo en sus exposiciones, Boughton también recibía reconocimiento por su fotografía de otras importantes exposiciones independientes de todo el mundo, entre otros lugares en Londres, París, Viena, La Haya y Nueva York.

## Última etapa de su vida
En 1931, Boughton cerró su estudio y descartó miles de impresiones. Se trasladó definitivamente a la casa en Brookhaven, en Long Island, que compartía con Haskell.
Boughton murió de neumonía el 21 de junio de 1943.
Sus obras se encuentran en las colecciones permanentes del Museo de Arte Moderno, la Galería Nacional Británica de Retratos, la Casa George Eastman y otros museos importantes.

## Obras y publicaciones
Una colección de sus retratos, Photographing the Famous, se publicó en 1928 e incluía a William Butler Yeats, Julia Ward Howe, Henry James, Walter de la Mare, G. K. Chesterton, Máximo Gorki, John Burroughs, Ruth Saint Denis, Eleonora Duse y Yvette Guilbert como modelos.
Su trabajo también se publicó en Camera Work en 1909.
- Boughton, Alice (1928). Photographing the Famous. New York: Avondale Press.
- Boughton, Alice (1909). Camera Work.

## Otras lecturas
- Get a Copy Find a copy in the library Portrait photography with a few landscapes : the work of Alice Boughton. Museum of Fine Arts, Boston.
- Rosenblum, Naomi (1994). A history of women photographers. New York : Abbeville, 2014.